# Betula procurva
Betula procurva är en björkväxtart som beskrevs av Dmitrij Litvinov. Betula procurva ingår i släktet björkar, och familjen björkväxter.

## Underarter
Arten delas in i följande underarter:
- B. p. lipskyi
- B. p. procurva
- B. p. schugnanica